# Wat is je naam
Wat is je naam is een lied van de Nederlandse rappers Yxng Le en Frenna. Het werd in 2020 als single uitgebracht en stond in hetzelfde jaar als bonustrack op het album 't Album onderweg naar 'Het Album' van Frenna.

## Achtergrond
Wat is je naam is geschreven door Francis Junior Edusei, Shafique Roman, Kojo Antwi en Lloyd Essan en geproduceerd door Shafique Roman. Het is een nederhoplied waarin de liedvertellers zingen over een mooie vrouw welke zij niet kennen en waaraan ze vragen wat haar naam is. Het is de eerste keer dat de twee rappers op een lied samen te horen zijn. De samenwerking is tot stand gekomen via het label 777 Records, waar Frenna eigenaar en oprichter van is en Yxng Le in 2020 onder contract stond. Op de B-kant van de single is een instrumentale versie van het lied te vinden. De single heeft in Nederland de dubbelplatina status.

## Hitnoteringen
De artiesten hadden succes met het lied in Nederland. In de Single Top 100 piekte op de derde plaats van de lijst en was hierin 51 weken te vinden. De piekpositie in de Nederlandse Top 40 was de 24e plaats in de vijf weken dat het in deze hitlijst te vinden was.